# Bartolomeo d’Alviano
Bartolomeo d’Alviano (ur. 1455, zm. 1515) – wenecki kondotier, jeden z najbardziej znaczących wodzów armii weneckiej. W szczególności wyróżnił się podczas obrony Republiki Weneckiej przeciwko cesarzowi Maksymilianowi I.

## Życiorys
Rodzicami Bartolomea byli Francesco d’Alviano i Isabella degli Atti. Karierę wojskową rozpoczął we wczesnych latach swego życia służąc w środkowych Włoszech w armii Państwa Kościelnego. W 1496 roku służył w armii rodziny Orsini walczącej z papieżem Aleksandrem VI oraz z rodziną Colonna.
W roku 1503 zaciągnął się do służby w armii króla Hiszpanii Ferdynanda II i miał swój udział w pokonaniu Francuzów w bitwie nad Garigliano, która zapoczątkowała hiszpańską dominację w południowych Włoszech. W roku 1507 zatrudniony został przez Republikę Wenecką, gdzie naczelnym wodzem był jego kuzyn Niccolò Orsini. W następnym roku pobił cesarską armię Maksymiliana I w Cardone, pod Mauria i pod Pontebba, zdobył Gorycję i Triest. W tym samym roku padło także Pordenone i Alviano w dowód wdzięczności otrzymał obywatelstwo Republiki Weneckiej.
Jednak w 1509 roku poniósł druzgocącą klęskę w bitwie pod Agnadello, gdzie został ranny walcząc jak zwykły żołnierz. Alviano został obwiniony za wynik tej bitwy, a szczególnie za to, że rzekomo zaatakował nieprzyjaciela bez pozwolenia naczelnego wodza Orsiniego. Wkrótce potem dostał się do francuskiej niewoli, gdzie więziony był do roku 1513, kiedy to został zwolniony po zawarciu sojuszu między Francją i Wenecją wymierzonego przeciwko księstwu Mediolanu. Później walczył pod komendą francuskiego wodza Ludwika Trémoille. Pobity został pod Vicenzą przez armię hiszpańską dowodzoną przez wicekróla Neapolu Ramona de Cardonę.
Później Alviano zdobył i splądrował Pordenone, które w międzyczasie wpadło w ręce Habsburgów. W sierpniu 1515 roku wziął udział w zwycięskiej bitwie pod Marignano, podczas której poprowadził do brawurowego ataku na szwajcarską piechotę oddział liczący 300 rycerzy. Następnie doprowadził do zdobycia Bergamo, jednak zmarł w październiku podczas oblężenia Brescii.
Pochowany został w kościele Świętego Stefana w Wenecji.

## Fikcja
Bartolomeo d’Alviano pojawia się również w grach Assassin’s Creed II, Assassin’s Creed Project Legacy i Assassin’s Creed: Brotherhood jako członek bractwa asasynów i sprzymierzeniec Ezio Auditore da Firenze.

## Literatura
- Claudio Rendina, I capitani di ventura, Newton Compton, Rome, 1994.